# Обратно в играта (филм, 2015)
Вижте пояснителната страница за други значения на Обратно в играта.
„Обратно в играта“ (на английски: The Intern) е американска комедия от 2015 г., режисиран от Нанси Майърс. Снимките започват на 23 юни 2014 г. в Ню Йорк. В САЩ филмът е пуснат по кината на 25 септември 2015 г.

## Сюжет
Вдовецът и пенсионер Бен Уитакър (Робърт Де Ниро) постъпва на работа като стажант в модната компания за електронна търговия, управлявана от Джулс Остин (Ан Хатауей).